# Charlies Revygalla
Charlies Revygalla er et dansk awardshow, der skal hylde den danske revyscene med fest og underholdning. 
Det første show fandt sted 1. september 2013 i Cirkusbygningen i København med Jarl Friis-Mikkelsen som vært og blev sendt på TV2 Charlie 7. september. 
Under prisuddelingen blev der uddelt fem revypriser: "Årets talent", "Årets bedste parodi", "Årets kvindelige kunstner", "Årets mandlige kunstner" og "Charlie Specialprisen"'.
| År   | Vært                 | Årets talent | Årets bedste parodi                                                                                         | Årets mandlige kunstner                                                                                    | Årets kvindelige kunstner                                                                                           | Charlie Specialprisen: Årets Revy                                        | Æreskunstner | Årets Darling |
| ---- | -------------------- | --- | --- | --- | --- | ------------------------------------------------------------------------ | ------------ | ------------- |
| 2013 | Jarl Friis-Mikkelsen | - Kristian Holm Joensen - Sketch sjov - Lisbeth Kjærulff - Ganløse Revyen - VINDER - Kim H. Henriksen - Kerteminde Revy | - Andreas Bo - Cirkusrevyen - Henrik Lykkegaard - Nykøbing F. Revyen - Ulf Pilgaard - Cirkusrevyen - VINDER | - Donald Andersen - Hjørring Revyen - VINDER - Tommy Kenter - Revyperler - Troels Malling - Græsted Revyen | - Mette K. Madsen - (Dragsholmrevyen) - Ditte Hansen - Cirkusrevyen - VINDER - Mette Marckmann - Nykøbing F. Revyen | - Bornholmerrevyen - Kerteminderevyen - Nykøbing Falster Revyen - VINDER | -            | -             |
| 2014 | -                    | Sofie Stougaard | Rasmus Krogsgaard                                                                                           | John Batz                                                                                                  | Lone Rødbroe | Græsted Revyen                                                           | -            | -             |
| 2015 | -                    | Kasper Gattrup | Henrik Lykkegaard                                                                                           | Niels Ellegaard                                                                                            | Anne Herdorf | Cirkusrevyen                                                             | -            | -             |
| 2016 | -                    | Lise Baastrup | Ulf Pilgaard                                                                                                | Kim Hammelsvang                                                                                            | Bodil Jørgensen | Kerteminderevyen                                                         | -            | -             |
| 2017 | -                    | Carsten Svendsen | Henrik Lykkegaard                                                                                           | Leif Maibom                                                                                                | Trine Gadeberg | Græsted Revyen                                                           |              |               |
| 2018 | -                    | - | - | Thomas Mørk                                                                                                | Lisbeth Dahl | Odense Sommer Revy                                                       | Ulf Pilgaard | Sophie Løhde  |